# OK Danilovgrad
OK Danilovgrad – czarnogórski klub siatkarski z Danilovgradu. Jest jedną z sekcji klubu sportowego Danilovgrad.

## Rozgrywki krajowe
| Sezon     | Rozgrywki | Miejsce    |
| --------- | --------- | ---------- |
| 2008/2009 | II liga   | 1. miejsce |
| 2009/2010 | I liga    | 5. miejsce |

## Rozgrywki międzynarodowe
Klub OK Danilovgrad nie występował dotychczas w rozgrywkach międzynarodowych.

## Medale, tytuły, trofea
brak

## Kadra w sezonie 2009/2010
- Pierwszy trener:  Ivan Vuković
- Drugi trener:  Darko Vukčević

| Nr | Imię i nazwisko   | Data ur. | Wzrost | Pozycja      |
| -- | ----------------- | -------- | ------ | ------------ |
| 1  | Rade Vučković     | 1984     | 192    | rozgrywający |
| 2  | Marko Ćetković    | 1989     | 192    | rozgrywający |
| 3  | Blažo Ðuretić     | 1986     | 200    | środkowy     |
| 4  | Ilija Ivanović    | 1988     | 202    | środkowy     |
| 5  | Marko Ivanović    | 1985     | 200    | atakujący    |
| 7  | Predrag Vukčević  | 1983     | 196    | przyjmujący  |
| 8  | Ivan Čabarkapa    | 1990     | 196    | libero       |
| 9  | Miloš Radošević   | 1989     | 188    | libero       |
| 10 | Ivan Ðurišić      | 1990     | 196    | przyjmujący  |
| 11 | Petar Lekić       | 1991     | 194    | przyjmujący  |
| 12 | Bajo Vujičić      | 1990     | 196    | przyjmujący  |
| 13 | Gvozden Bulatović | 1982     | 200    | przyjmujący  |